# Turányi Gábor
Turányi Gábor DLA (Kadarkút, 1948. április 22. – 2020. március 26.) Ybl Miklós-díjas magyar építész, tanár, a Moholy-Nagy Művészeti Egyetem professzora.

## Vallomások
„Felmenőim között nem voltak mérnökök és építészek. Ennek ellenére szüleim támogatták a mérnöki vonalat, a biztos kenyér reményében. Nagyanyám műkedvelő festő volt, akitől némi rajzkészséget örökölhettem. Nagyjából így kezdődött sodródásom az építészet világa felé, amely elég hamar vonzódássá, majd szerelemmé alakult. Ez inkább érzelmi alapon történt, viszont tudatosan figyeltem olyan tanáraimra, mint Beszédes Kornél vagy Török Ferenc. Tőlük sok biztatást kaptam, hasonlóan Jurcsik Károly mesteremtől. Később Szendrői Jenő, a Mesteriskola vezetője fogadott bizalmába. Tehát azt mondhatom, hogy a tudatosság helyett inkább az említett karizmatikus személyek tisztelete döntötte el pályaválasztásom, illetve határozta meg pályám kezdetét.

## Élete
Az Ybl Miklós Főiskolán tanult, ahol a tervezést is. Beszédes Kornél tanította; 1975-ben szerzett diplomát a Budapesti Műszaki Egyetem Építészmérnöki Karán, majd a LAKÓTERV építésze volt, ahol Jurcsik Károly mellett dolgozott, őt tekintette mesterének is.
1979-től az Általános Épülettervező Vállalat tervezője lett, ahol 1979-1980-ban – Cságoly Ferenccel együtt – terveztek a kecskeméti Május 1. tér beépítésének befejezéseként irodaházat és lakóépületet üzletekkel, melyből néhány évvel később a 104 lakásos lakóház meg is valósult. 1982-1983-ban tervei szerint valósult meg a badacsonytomaji oktatási és üdülési központ. Ezen épületért 1984-ben Ybl Miklós-díjban is részesült. 1980–82 között elvégezte a MÉSZ Mesteriskoláját.
1984-től 1990-ig – szívbetegségéből felgyógyulva – magántervezőként tevékenykedett, majd 1990-1993 között a CD-Design Kft., utána, pedig 1993–1995 között a BUVÁTI munkatársa volt. Ez időszak legjelentősebb alkotása az 1992-ben megvalósult iroda- és lakóház együttes Budapest VII., Asbóth utca 12. – Károly krt. 9–11. közötti telken.
1995–2006 között vezető tervezője, a Turányi és Simon Építész Iroda Kft.-nek, 2003-tól a T2a Építész Iroda Kft.-nek. Megvalósult és építészetileg kiemelt műveinek többsége erre az időszakra esik. Többek között: budai villáinak sora a II. és XII. kerületben, a Herendi Porcelánmúzeum, a Zsámbéki Ostyaüzem, a Vass-gyűjtemény Veszprémben stb. Épületeinek többségét – ebben az időben már – fiával, Turányi Bencével együtt tervezte. A kisebb munkák mellett, tervezőtársakkal együtt nevéhez fűződik a Budapest XII., Csörsz utca 14-16. sz. alatt 2008-ban átadott Sportközpont, és a 2009 decemberében elkészült Simplon Udvar lakóépület a XI. kerület Bercsényi utcában.
1987-től 1989-ig a Magyar Építőművészet című folyóirat főszerkesztője volt. Kurátorként részt vett a Nemzeti Kulturális Alap munkájában.
Tervezési munkái mellett, oktatói tevékenységet is folytatott, illetve folytat. 1975-1985. között Korrektor, BME Építész Kar Középülettervezési Tanszéken, 1984–2002 között mester a MÉSZ – majd ÉME – Mesteriskoláján, 1989-ben adjunktus, Iparművészeti Egyetemen, 2002–2004 Docens, tanszékvezető, Moholy-Nagy Művészeti Egyetem Építész Tanszékén, ahol 2006-tól Egyetemi professzor. 2009-től a MOME Doktori Iskola Építőművész DLA-képzésének vezetője és a SZIE Ybl Miklós Építéstudományi Karának tanára volt.

## Kitüntetései
- Ybl Miklós-díj – 1984
- Pro Architectura díj – 1997[5]
- A Magyar Művészetért díj – 2006[6]
- Budapest Építészeti Nívódíja a Kopaszi gát revitalizációjáért NÍVÓDÍJA – (2008)[7]
- Prima díj 2011

## Művei

### Épületek – tervpályázatok
- 1979–1980. Kecskemét Május 1 téri épületek. Irodaház és lakóépület üzletekkel. (Cságoly Ferenccel)
- 1982–1983 Társasház. Budapest II. ker., Orsó u. 42.
- 1982–1983. Oktatási és pihenőépület. Badacsonytomaj. (Munkatárs: Gulyás Zoltánné)
- 1983–1984 104 lakásos lakóház. Kecskemét, Május 1 tér (Somogyi Soma Katalinnal és Sugár Péterrel)
- 1985–1987 Sarlós Boldogasszony római katolikus plébánia bővítése hittantermekkel Budapest III. (Óbuda-újlak), Bécsi út 32. (Munkatárs: Vince László)l
- 1992. Európa-center irodaház Budapest VII., Asbóth utca 12. – Károly krt. 9–11. (Tervezőtárs: Szalay Tihamér és Vörös Ferenc, belsőépítész: Somogyi Pál)
- 1993. Irodaház Budapest XIV,, Gyarmat u. 26
- 1994. EXPO 96 magyar pavilonjának terve (Munkatársak: Bujdosó Győző, Simon István, Zoboki Gábor)
- 1995–1996. Erdei iskola Visegrád, Apátkuti. Árpádkúti-völgy (Földes Lászlóval. Belsőépítész: Göde András)
- 1997–1998. Pataki-villa, Budapest II/a Petneházi rét (Ivány Inkével)
- 1997–1998. Porcelánium, Herend (Ignácz Erikával, Kalmár Lászlóval, Klemm Gabriellával, Simon Istvánnal)
- 1998. Országos Erdészeti Információs Központ (Klemm Gabriellával. Belsőépítész: Göde András)-
- 2001. Hegyvidéki villa (Turányi Bencével. Belsőépítész: Ignácz Erika)
- 2001–2005. Roosevelt téri irodaház átépítése. Budapest V., Roosevelt tér 7–8.(tervezőtárs: Simon István, projekt építész: Turányi Bence, vezető munkatárs: Borsay Attila (MCXVI Kft.), belsőépítész: Csendes Mónika, Herczeg László, Pintér Tamás, Szokolyai Gábor (MCXVI Kft.))
- 2003. Nyitrai-ház. Budapest II., kerület (Ivány Inkével)
- 2003. PASA 25. Társasház Budapest II., Pasaréti út 25 (Csutorás Lászlóval)
- 2003. Mecset-ház, társasház. Budapest, II., Mecset utca 10-12. (Csutorás Lászlóval)
- 2003. Ziegler János Ostyaüzem. Zsámbék (Turányi Bencével)
- 2004. N.Orbán-Nagy ház. Tata. Fácános-kert (Börzsönyi Istvánnal)
- 2004. Vass-gyűjtemény Veszprémi vár „Hősök kapuja” melletti épületek átalakítása (Csutorás Lászlóval. Belsőépítész: Ignácz Erika)
- 2005–2006. Kopaszi gát revitalizációja (Turányi Bencével és Mórocz Tamással)
- 2006. Mikropakk Kft. Üzeme. A Budapest X., Jászberényi úton (Stein Zoltánnal. belsőépítész: Takács Nóra)
- 2007. EGI székház áttervezése NOVOTEL szállóra (Stein Zoltánnal. Konzulens: Peschka Alfréd)  Archiválva 2010. december 3-i dátummal a Wayback Machine-ben
- 2007. „BLACK U” lakóház Budapest, II. kerületben. (Gyürki-Kiss Pállal és Dévényi Mártonnal. Munkatárs és belsőépítész: Takács Nóra)  Archiválva 2009. június 1-i dátummal a Wayback Machine-ben
- 2008. Hegyvidéki villa II. Budapest XII. kerületben (Turányi Bencével. Belsőépítész: Csavarga Rózsa)
- 2008. Sportközpont. Budapest XII., Csörsz utca 14-16. (Turányi Bencével, Munkatársak: Földes László, Márk Péter, Skultéti Levente, Stein Zoltán).
- 2008. Tartalék ATS Központ (ANS-III. Épület). Légi irányító központ tervpályázat III. díj. (Szabó Péterrel, Turányi Bencével) [halott link]
- 2008. Bem Palace, (Budapest II. Bem-tér-Fekete Sas utca, és Bem József utcai épület átépítése) Meghívásos pályázat I. díj, majd engedélyezési terv készítése (Szabó Péterrel, Turányi Bencével)  Archiválva 2009. június 22-i dátummal a Wayback Machine-ben
- 2009. Simplon – udvar – építés alatt – Budapest, XI. Bercsényi út és Váli út sarok (Turányi Bencével. Munkatársak: Pinczés Éva, Regőczy Dénes, Skultéti Levente)
- 2008 – 2010.Jazz Loft lakópark. – építés alatt – Budapest III., Vörösvári út 105. (Turányi Bencével. Munkatársak: Pinczés Éva, Skultéti Levente)
- 2008. Koncepcióterv Rákospalota új városközpontjára (Regőczy Dénessel, Skultéti Leventével, Turányi Bencével).Közel 50 milliárdos beruházási terv készült Rákospalota új városközpontjának kialakítására. A volt Növényolajgyár lepusztult, tízhektáros iparterületén 2010-től 2020-ig megvalósuló fejlesztésben a beruházó Indotek Csoport 1350 új lakást, valamint 12 000 négyzetméter kereskedelmi és szolgáltatási célú ingatlant épít fel. A településrendezési szerződés tervezetében száz-száz férőhelyes óvoda és bölcsőde, továbbá egy többfunkciós orvosi rendelő is szerepel
- 2009. Móricz Zsigmond krt.-i "GOMBA" hasznosítása tervpályázat. Megvétel (Turányi Bencével. Munkatársak: Maros Róbert, Pinczés Éva, Regőczi Dénes, Skultéti Levente, Turányi Anna). [halott link]

### Publikációk
- MAGYAR ÉPÍTŐMŰVÉSZET 1986/5 A Lázár kastély újjáépítése – Szárhegy, 1988/3 Szerkesztői írás, 1986/6 Szerkesztői írás, 1988/1 Művészet és építészet, 1988/3 Interjú Farkasdy Zoltán építésszel, 1991/1 Építészeti séta a Naphegytől a Hegyalja útig (V. Pázmándi Margitról és Virág Csabáról), 1993/1 "Fősuli" (Írás a felsőoktatásról), 1998/4 Két diplomaterv
- ÚJ MAGYAR ÉPÍTŐMŰVÉSZET: "Utóirat" 2002/5 A fűben heverő sárkány, (Habilitációs előadás szerkesztett változata)
- ALAPRAJZ: 1999/5 Mint a moziban… (Kritika Lázár Antal és Reimholz Péter épületéről), 1999/8 Czigány Tamás fotói Tihanyban
- OCTOGON: 2001/2 Folyamatosan az építészetről beszélek
- ORSZÁGÉPÍTŐ: 2003 ősz Jurcsik
- ÍVES KÖNYVEK KIADÓ: 1996 Sugár Péter monográfia, "Sügérház"
- KIJÁRAT KIADÓ: 1997 Vadász György monográfia, Vadász György építész

### Egyéni kiállítások
- 1994 Galerija Dessa, Ljubljana
- 1994 Kiscelli Múzeum
- 1997 Architekturforum, Bern
- 1998 HTL, Chur
- 2002 Velencei Építészeti Biennálé: Next (Ferencz Istvánnal és Nagy Tamással)
- 2002 Kiscelli múzeum: Tégla (Máté Gáborral)

### Csoportos kiállítások
- 1980 Bercsényi Kollégium
- 1982 Zichy kastély
- 1985 Műcsarnok
- 1986 Collegium Hungaricum, Bécs
- 1999 Akademie der Künste
- 1999 UIA Kongresszus, Peking
- 2000 ETH, Zürich

### Előadások
- 1998 – Fonó 2 nap Svájc
- 2001 – MI. Egyetem 2 nap tanítás
- 2002 – MI. Egyetem Habilitáció
- 2006. október 2. – Gödör A fugáról
- 2002. október 29. – MEO Falazatok Björkhagentől Orgoványig
- 2007. március 10. – Europa Center Építész kongresszus – A szépség kemény héja
- 2008. november 8. – KÉK Nemzetközi Építészeti Modell Fesztivál – Bem 3D Print

### Film – DVD
- Tizenkét kőmíves – 2006 (Mesterek a kortárs magyar építészetből)
- Top10 építész – 2009 DekoTV

## Külső hivatkozások
Hazai folyóiratok:
- ALAPRAJZ: 1998/5 Súlyos falak téglakéreggel, 1999/5 Az én kőházam az én kőváram, 2001/5 Rés a falon, 2004/5 Egy léptékváltás lehetséges következményeiről, 2005/6 Az öntőformagyár formába öntése, 2008/5 Tört kagyló
- ATRIUM: 2000/2 Porcelánium Herenden, 2001/3 Tűzhely-cserék, 2005/2 A csendes idegen, 2005/3 A rend ritmusa, 2008/4 Játszani is enged
- H.O.M.E.: 2008/11 Generációváltás – interjú
- MAGYAR ÉPÍTŐMŰVÉSZET: 1987/1 Orsó utcai ház, 1984/3 Badacsontomaji üdülő, 1996/3 A hegy szelleme
- ÚJ MAGYAR ÉPÍTŐMŰVÉSZET: 2000/2 Porcelánium, 2001/2 Párbeszéd a csenddel
- MAGYAR IPARMŰVÉSZET: 2000/4 Porcelánium Herenden
- OCTOGON:2000/1 Porcelán az elefántboltban. 2001/2 Szép ablakok egy gazdag házban, Kortárs erdei szonáta, 2008/4 Dallamos dodekafónia
- ORSZÁGÉPÍTŐ: 1998/2 Herend
- VILLÁK: 2005/2 Angolosan orientális, 2005/3 Megbontani a geometriát

Külföldi folyóiratok:
- A+U: 1990/3 Contemporary Hungarian Architecture, 2009/1 Photography/Inspiration
- A10: 2007/06 #16 8. o. – Kopaszi Dam, 2007/08 Flexible apartment, 2008/05 Father and son – interview, 2009/01 Mixed-use complex
- ARCHITECTURE TODAY (Anglia): 1990/8 Hungary, City and Country: towards a national culture
- ARCHITEKT: 2006/12 Roosevelt 7/8
- BAUFORUM: 1983/99-100 Gabor Turanyi
- DER ARCHITEKT: 1991/12 Architektur in Ungarn
- DESIGN JOURNAL: 1991/29 Hungary
- DOMUS:1997/795 Scuola nel bosco / School in a wood, 1998/804 La periferia bucolica / The bucolic periphery
- ERA21: 2008/6 Revitalizace nábrezní hráze Kopaszi
- WORLD ARCHITECTURE. 1999/8 Roots in tradition
- ZLATY REZ: 1998/18 Stredny Evropa / Central Europe

Hazai könyvek:
- VERTIGO KIADÓ: 2001 Kortárs magyar építészeti kalauz, (21, 42, 91, 111. oldal), 2002 Téglaépítészet Magyarországon (100, 102, 104. oldal)
- STALKER KIADÓ: 2002 Tégla / Brick
- L'architettura di István Ferencz, Tamás Nagy e Gábor Turányi. La Biennale di Venezia. 8. Mostra Internazionale di Architettura, Padiglione di Ungheria. 08. 09. 2002.–03. 11.; szerk. Miklós Sulyok; Műcsarnok, Bp., 2002
- TERC KIADÓ: 2003 Öt ház, 2004 Az építészeti szépség rejtekei Magyarországon

Külföldi Könyvek
- Dictionnaire de l’Architecture du XXe siècle 1997 l Institut für internationale Architektur-Dokumentation, München
- DETAIL: Fassaden Atlas 2004 l 98. o: Porzellanmuseum Brick ’04 2004 l 88. o: Besucherzentrum: Markante Kontur für die Porzellanmanufaktur Callwey Verlag, München

### Tallózás az Interneten
- SÚLYOS FALAK TÉGLAKÉREGGEL [halott link]
- TURÁNYI VILLA A SZABADSÁGHEGYEN [halott link]
- „Az egymástól méretben és jellegben eltérő munkákat összeköti a feladatok szépsége” Interjú Turányi Gáborral, a t2a Építész Iroda vezető tervezőjével
- Konfliktusok a Spenótház áttervezésénél  Archiválva 2012. július 21-i dátummal a Wayback Machine-ben,  Archiválva 2012. május 17-i dátummal a Wayback Machine-ben.Lásd még jelen szócikk vitalapját.
- Gyűjtemény a Tűztorony árnyékában. Múzeumcafé.| P. Szabó Ernő | 2007. október
- VASS-COLLECTION
- Új ipari csarnok és irodaépület Kőbányán (Magyar Építő Piac hírei – 2007-05-14)  Archiválva 2008. október 2-i dátummal a Wayback Machine-ben
- Budapest építészeti nívó díja 2008
- SPORTMAX (LITE WELLNESS CLUB) – HEGYVIDÉK Budapest, XII. Csörsz utca 14-16
- Óbudán elkezdődött a 4,5 milliárd forintba kerülő Jazz Loft lakópark építése
- A harmadik kerület nagyszabású beruházása ért újabb szakaszba a virtuális alapkőletétellel. A Vörösvári úti építkezés befejezése 2009 júniusára várható
- ÚJ VÁROSKÖZPONT ÉPÜL RÁKOSPALOTÁN [halott link]